# Retro School Band
A Retro School Band, (2008-ig Rejtő School Band) egy magyar, négytagú rock/popzenekar.
Az együttes alapötlete 2003-ban született meg.
Három főiskolai évfolyamtárs, Tekse Balázs (gitár, ének), Mirity Andor (basszusgitár) és Garamszegi József (Joey, dobok) alakította meg 2003 októberében a főiskolai kar nevéből adódó Rejtő School Bandet. 
A zenekar évekig frontembert keresett, míg végül 2007. tavaszán Zola személyében találták meg: az énekes 2007 májusában csatlakozott.
2008 januárjában a zenekar neve Retro School Band-re változott.
2008. júliusában debütált első videóklipjük, a 4éjen át(csak szabadon...), amely a 2008-as dunaújvárosi EFOTT Fesztivál hivatalos dalaként lett népszerű. 
Folyamatos egyetemi és főiskolás koncertek mellett a zenekar a 2010-es év elején megjelentette második klipes dalát 2 Perc címmel, ami a VIVA TV repertoárjába is bekerült.
Fesztiválok és nagyszabású rendezvények népszerű zenekara. Disco, pop, rock, retro stílusban zenélnek.